# Аква (Чикаго)
Аква (англ. Aqua) — название 87-этажного небоскрёба в Чикаго, США. Высота здания — 262 метра. Общая площадь здания — 177 000 м2

## Назначение
Здание является многофункциональным, нижние этажи с 1 по 18 занимает отель на 215 номеров, с 19 по 52 этаж включительно занимают жилые квартиры и с 53 по 80 этаж идут пентхаусы.
Под зданием находится подземный паркинг.

## Архитектура
Проект здания выполнен чикагской архитектурной компанией Studio Gang Architects.
Прямоугольное в плане здание примечательно прежде всего своим необычным фасадом. Монолитное перекрытие, широкие участки которого служат балконной плитой, выступает за края фасада здания, образуя в плане криволинейную поверхность сложной формы, вписанную в прямоугольник. Каждый уровень смещен на некоторое расстояние от выше- и нижестоящего так, что в итоге получилась интересная фактура, напоминающая складки ткани (или водопад).
По словам архитектора Джинн Ганг, подобную форму ей подсказали выходы известняка, обычные для района Больших Озёр.
Также этот небоскреб примечателен своей «зеленой крышей» (англ. green roof), то есть парком, расположенным на крыше здания, который является одним из самых больших так называемых висячих садов в Чикаго. Площадь висячего сада составляет 743 м² (8000 кв. футов). Помимо зеленых насаждений в саду имеются плавательный бассейн, беговые дорожки, пляж, декоративный водоем.

## Награды и премии
- В феврале 2010 года было официально признано (пресс-релиз в PDF) лучшим небоскребом 2009 года по версии немецкого банка данных «Emporis».
- 2010 Honor Award, Distinguished Building, AIA Chicago
- 2010 International Highrise Award Finalist, Deutsches Architekturmuseum
- 2009 «Proggy» Award, PETA
- 2008 American Architecture Award, Chicago Athenaeum Museum of Architecture & Design